# برونو گراسی
برونو گراسی (به پرتغالی: Bruno Medeiros Grassi) دروازه‌بان اهل برزیل است که در شهر توبارائو و در تاریخ ۵ مارس ۱۹۸۷ به دنیا آمده‌است.
برونو گراسی در تیم‌های فوتبال باشگاه ورزشی اینترناسیونال سابقهٔ حضور دارد.